# Leonardus Offerhaus
Leonardus Offerhaus (Hamm, 18 november 1699 – Groningen, 18 oktober 1779) was hoogleraar en bibliothecaris aan de hogeschool van Groningen.

## Leven en werk
Offerhaus werd in 1699 in het Duitse Hamm geboren als zoon van Christiaan Gerhard Offerhaus (1672-1758) en Margareta Heshuysen (1662-1740). In 1708 werd zijn vader hoogleraar theologie aan het Athenaeum Illustre te Deventer. Voor zijn wetenschappelijke studie volgde Offerhaus de opleiding aan de Latijnse School van Gouda. In 1716 begon hij bij zijn vader in Deventer met de theologiestudie, die hij vanaf 1723 voortzette in Utrecht bij Friedrich Adolph Lampe. In 1725 werd hij aangesteld als hoogleraar geschiedenis en welsprekendheid te Lingen. Hij begon zijn colleges met een oratie over de geschiedenis van de vervolging van de waldenzen.
Enkele jaren later, op 29 juni 1728, werd hij hoogleraar in dezelfde vakken te Groningen. In zijn openingscollege beschreef hij de invloed van de antichrist in de kerkgeschiedenis tot 600, die hij als een tijdvak van toenemend verval van de oorspronkelijk zuivere kerk zag. In 1739 publiceerde hij een chronologie van de antieke periode, Spicilegiorum historico-chronologicorum, waarbij hij de gegevens uit de Bijbel en de klassieke geschiedschrijvers probeerde te harmoniseren.
In de loop der jaren verschoof Offerhaus' belangstelling zich steeds meer van de kerkelijke en de Bijbelse geschiedenis naar de algemene geschiedenis. Vanaf 1752 doceerde hij ook de vakken vaderlandse geschiedenis, aardrijkskunde en Romeinse antiquiteiten. Offerhaus deed weinig origineel onderzoek, maar was gezien de populariteit van zijn handboeken voor de algemene geschiedenis en de vaderlandse geschiedenis wel een goed docent. De boeken werden aan verschillende universiteiten gebruikt voor het onderwijs. Hij vervulde driemaal de functie van rector van de Groninger universiteit. In 1778 werd hij op eigen verzoek door de prins benoemd tot professor honorarius.
Van 1744 tot 1779 was Offerhaus eveneens werkzaam als bibliothecaris van de Groninger universiteitsbibliotheek. Hij zorgde voor een nieuwe catalogus van de collectie, die in deze tijd een van de beste in Europa was op het terrein van de recente geschiedenis.
Offerhaus trouwde op 24 juli 1731 te Delft met Cornelia Huysinga; Uit dit huwelijk werden, naast twee jongoverleden dochters, drie kinderen geboren.
In het Academiegebouw in Groningen is een zaal naar hem vernoemd, de Offerhauszaal.